# François Zoko
François Zoko est un footballeur franco-ivoirien né le 13 septembre 1983 à Daloa (Côte d'Ivoire). Il évolue au poste d'attaquant.

## Biographie
François Zoko commence le football en 1997 au CO Savigny-sur-Orge. Il passe par le CFF Paris avant d'intégrer le centre de formation de l'AS Nancy-Lorraine. Il a 17 ans lorsqu'il fait ses débuts en équipe première, le 10 août 2001.
En 2004, il signe pour deux ans au Stade lavallois après un essai concluant.
Il poursuit sa carrière en Angleterre, principalement en troisième et quatrième division.
François Zoko a été international espoir ivoirien.

## Carrière
| Année     | Club                 | Matchs | Buts |
| --------- | -------------------- | ------ | ---- |
| 2001-2004 | AS Nancy-Lorraine    | 71     | 8    |
| 2004-2006 | Stade lavallois      | 60     | 9    |
| 2006-2008 | RAEC Mons            | 55     | 12   |
| 2008-2010 | Gençlerbirliği OFTAŞ | 27     | 1    |
| 2010      | KV Ostende           | 11     | 4    |
| 2010-2012 | Carlisle United      |        |      |
| 2012-2013 | Notts County         |        |      |
| 2013-2014 | Stevenage FC         |        |      |
| 2014-2015 | Blackpool            |        |      |
| 2015-     | Yeovil Town FC       | 9      | 3    |

## Sélections
- Côte d'Ivoire -20 ans
- Côte d'Ivoire -23 ans